# Neoserica legitima
Neoserica legitima är en skalbaggsart som beskrevs av Brenske 1899. Neoserica legitima ingår i släktet Neoserica och familjen Melolonthidae. Inga underarter finns listade i Catalogue of Life.